# Clausola di stile
Le clausole di stile sono quelle inserite abitualmente nel contratto dalle parti contraenti. 

## Giurisprudenza
La giurisprudenza italiana ha definito tali clausole nel seguente modo:
- Le cosiddette «clausole di stile» sono quelle espressioni tradizionali in alcuni atti notarili che, intese a colmare eventuali omissioni, in realtà rimangono prive di qualsiasi significato giuridico a cagione della loro genericità ed indeterminatezza (nella specie: la suprema corte ha confermato la decisione dei giudici del merito che hanno ritenuto la frase «la compravendita è fatta con ogni inerente diritto», contenuta in un contratto traslativo di proprietà, inidonea a determinare l'estensione del bene compravenduto). (Cass., 05-06-1984, n. 3398)

- Poiché sono clausole di stile quelle espressioni generiche frequentemente contenute nei contratti o negli atti notarili, che per la loro eccessiva ampiezza e indeterminazione rivelano la funzione di semplice completamento formale e la mancanza di un concreto contenuto volitivo riferibile al negozio posto in essere dalle parti, non può considerarsi tale la clausola non ricorrente nella pratica contrattuale che abbia un contenuto ben determinato (nella specie: accollo al compratore di un terreno delle «imposte di qualunque natura e specie» derivanti dalla compravendita) e sia fornita di preciso collegamento con le altre pattuizioni del contratto.(Cass., 28-07-1983, n. 5203)

- Costituisce clausola di stile la clausola risolutiva espressa redatta in maniera generica, con riferimento cioè, non già ad una specifica inadempienza, ma ad una qualsiasi delle clausole del negozio, nulla aggiungendo alla norma generale di cui all'art. 1453 c.c.; l'accertamento in ordine alla portata della clausola risolutiva, onde valutare se essa coinvolga una specifica inadempienza, è demandato al giudice del merito e non è sindacabile in cassazione, se correttamente motivato. (Cass., 12-02-1982, n. 851)

## Riferimenti normativi
- Codice civile